# Chain of Fools
Chain of Fools är en amerikansk film från 2000 i regi av Pontus Löwenhielm och Patrick von Krusenstjerna.

## Handling
Kresk är en mindre lyckad barberare vars fru precis har lämnat honom. En dag får han höra hur en kund har stulit tre mycket värdefulla mynt från ett museum, och av misstag råkar han döda denna kund med en sax.

## Rollista
| Steve Zahn            | – Kresk            |
| Salma Hayek           | – Kolko            |
| Jeff Goldblum         | – Avnet            |
| Elijah Wood           | – Mikey            |
| David Cross           | – Andy             |
| Tom Wilkinson         | – Bollingsworth    |
| Orlando Jones         | – Miss Cocoa       |
| Kevin Corrigan        | – Paulie           |
| David Hyde Pierce     | – Mr. Kerner       |
| Lara Flynn Boyle      | – Karen            |
| John Cassini          | – Henchman         |
| Michael Rapaport      | – Hitman           |
| Myndy Crist           | – Jeannie          |
| Craig Ferguson        | – Melander Stevens |
| Devin Douglas Drewitz | – Scottie          |